# Dziecinin
Dziecinin – wieś w Polsce położona w województwie lubelskim, w powiecie krasnostawskim, w gminie Fajsławice.
W latach 1975–1998 miejscowość administracyjnie należała do ówczesnego województwa lubelskiego.
Wieś stanowi sołectwo gminy Fajsławice. Według Narodowego Spisu Powszechnego (III 2011 r.) wieś liczyła 110 mieszkańców.
We wsi znajduje się cmentarz z okresu I wojny światowej. 